# Lichnov (Nový Jičín-i járás)
Lichnov település Csehországban, a Nový Jičín-i járásban. Lichnov Frenštát pod Radhoštěm, Ženklava, Kopřivnice, Štramberk, Tichá, Veřovice és Bordovice településekkel határos. Lakosainak száma 1561 fő (2024. január 1.).

## Népesség
A település lakosságának változását az alábbi diagram mutatja:
| Lakosok száma | 1175 | 1187 | 1344 | 1454 | 1393 | 1317 | 1591 | 1573 | 1549 | 1561 |
|               | 1869 | 1890 | 1921 | 1950 | 1980 | 2001 | 2017 | 2019 | 2022 | 2024 |